# ボサノヴァ
ボサノヴァ（Bossa Nova、ボッサ・ノーヴァ、直訳:「新しい傾向」）は、ブラジル音楽のジャンルのひとつである。日本ではボサノバとも表記される。略称はボッサ（Bossa）。
繊細な旋律、豊かな和声、スリンキーなシンコペーションを主たる特徴とし、クラシックギターや打楽器により奏でられるサンバに基づいた軽快なリズムを伴奏として、ジャズに影響された即興演奏やスキャットを織り交ぜながら、ブラジルの豊かな自然や中流階級から上流階級の耽美的な生活、愛、人生、そしてサウダージについてメランコリックに歌いあげる音楽である。
時代と共にさまざまな音楽的発展を遂げている他の音楽ジャンルと比べて、ボサノヴァは現在でもそのルーツにほとんど忠実であり続けており、ブラジル音楽の古典として国内外で広く演奏され、愛聴されている。

## 概要

アルメイダ・ジュニオール作『サウダージ』（1899年）。ボサノヴァの重要なキーワードである「サウダージ」は、ポルトガル語で”想い出を懐かしみ感傷に浸ること”（ノスタルジア）を意味する。

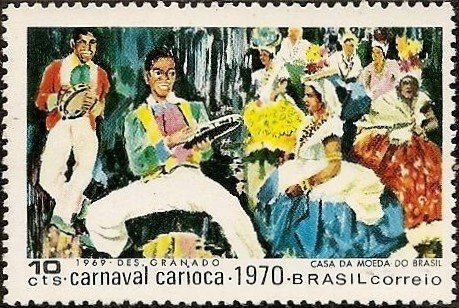
カリオカのサンバ・カーニバル（1969年の切手より）。パンデイロのリズムに合わせ、伝統衣装のバイアーナドレスを着た女性が踊る。

「Bossa Nova」の「Nova」（ノヴァ / ノバ）とはポルトガル語で「新しい・独自の」、「Bossa」（ボサ / ボッサ）とは「素質・傾向・魅力・乗り」などを意味する。したがって「Bossa Nova」とは「新しい傾向」「新しい感覚」などという意味になる。なお「Bossa」という語は、すでに1930年代から1940年代に黒人サンビスタなどがサンバ音楽に関する俗語として、他とは違った独特な質感をもつ作品を作る人に対して「彼のサンバにはボサがある」などと使い、それらの楽曲を「Samba de Bossa」などと呼んでいた。
1950年代、リオデジャネイロのコパカバーナやイパネマといった海岸地区に住む裕福な白人ミュージシャンたちによって生み出された。ブラジルでのヒットのきっかけは1958年、アントニオ・カルロス・ジョビン作曲、ヴィニシウス・ジ・モライス作詞、ジョアン・ジルベルト歌・ギターによる「Chega de Saudade」（シェーガ・ジ・サウダージ、邦題：想いあふれて）のシングルによるものであり、ジョアン・ジルベルトはボサノヴァ・ギターのパイオニアだった。
サンバやショーロをはじめとするブラジルの伝統的な大衆音楽、特にサンバ・カンサゥンを基に、フランス印象音楽やジャズの要素が取り入れられ、1950年代中頃にブラジル国内のアッパーミドルの若者たちの求めていた心地よく洗練されたサウンド、「新しい感覚」のサンバとして成立し、1960年代に、アメリカのジャズ・ミュージシャンを経由して世界中に広まった。それ故にボサノヴァをジャズの一種とする見方もあるが、少なくとも本来のボサノヴァはサンバの一種として定義される。
ボサノヴァはブラジルに新しいポピュラー音楽ジャンルを生み、その後世界の音楽シーンに広がっていった。ブラジル本国以外では、アメリカ、フランス、イタリア、日本などで根強い人気があり、1960年代当時はこれらのエリアをジェット機で自由気ままに行き来するような（伊：”ドルチェ・ヴィータ”）、リヴィエラ・スタイルに代表される有閑階級のジェット族によく好まれ、彼らのライフスタイルを象徴する音楽ともなった。

## 歴史

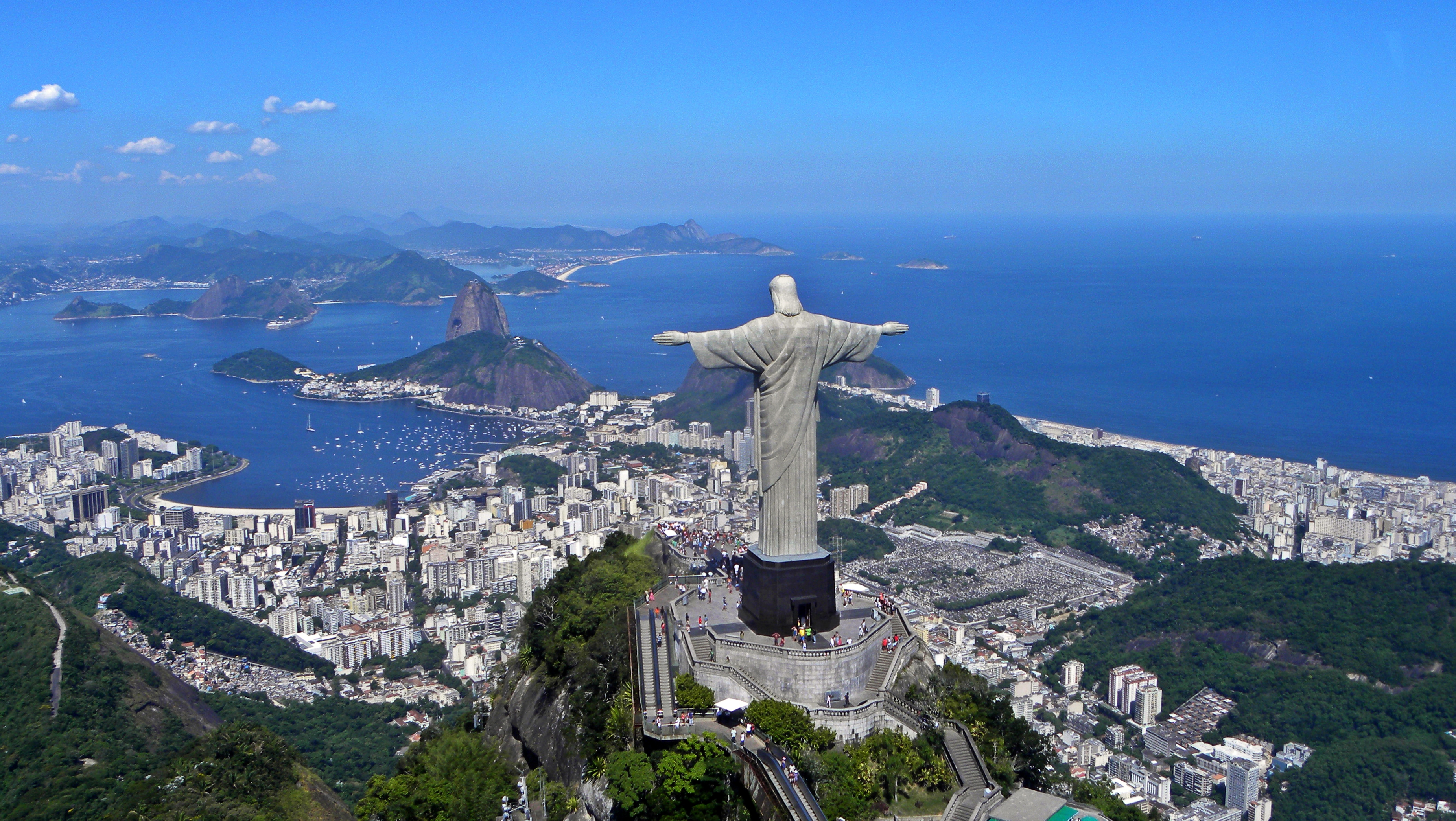
コルコバードの丘より、リオデジャネイロの風景

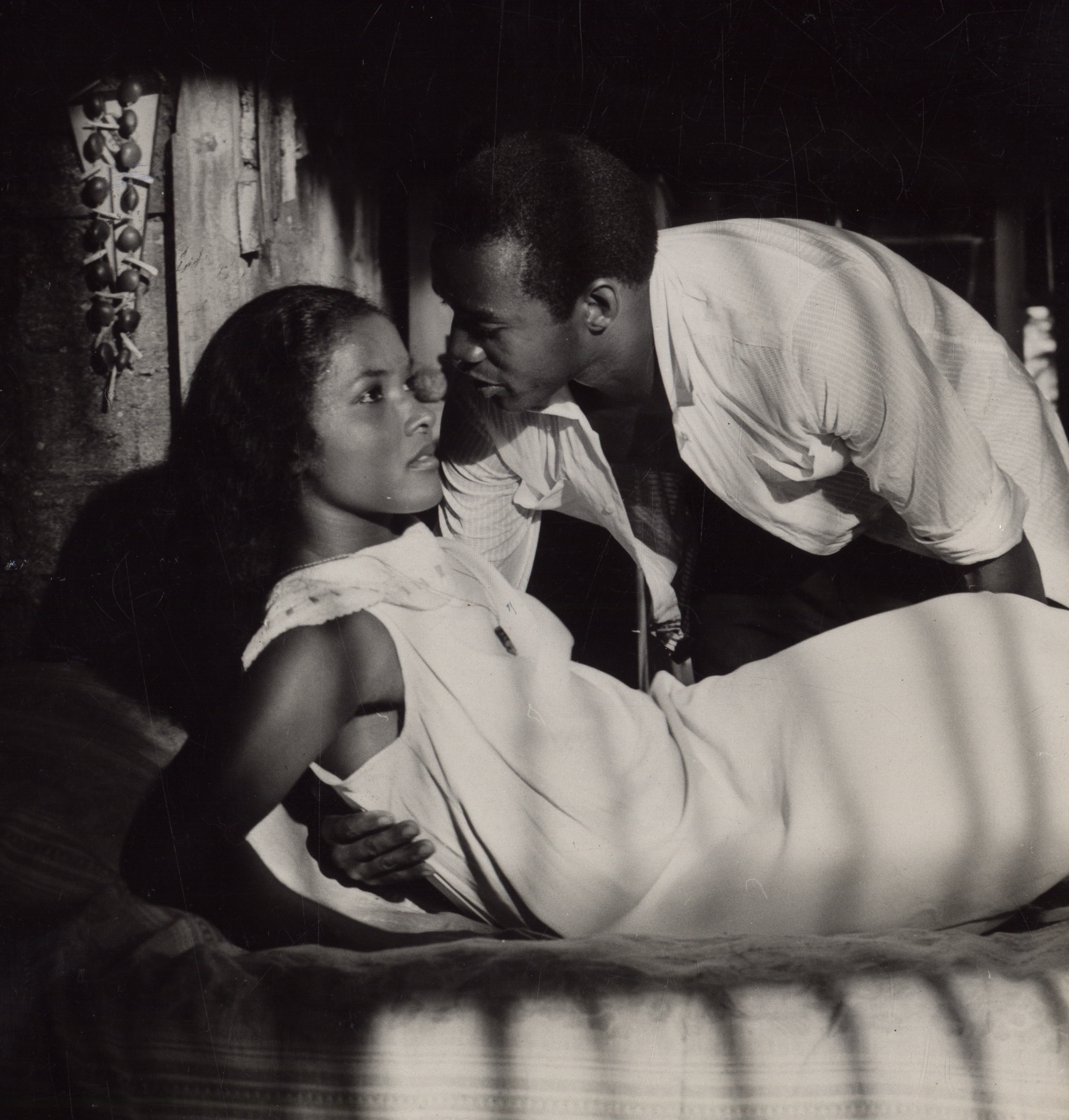
映画『黒いオルフェ』（1959年）

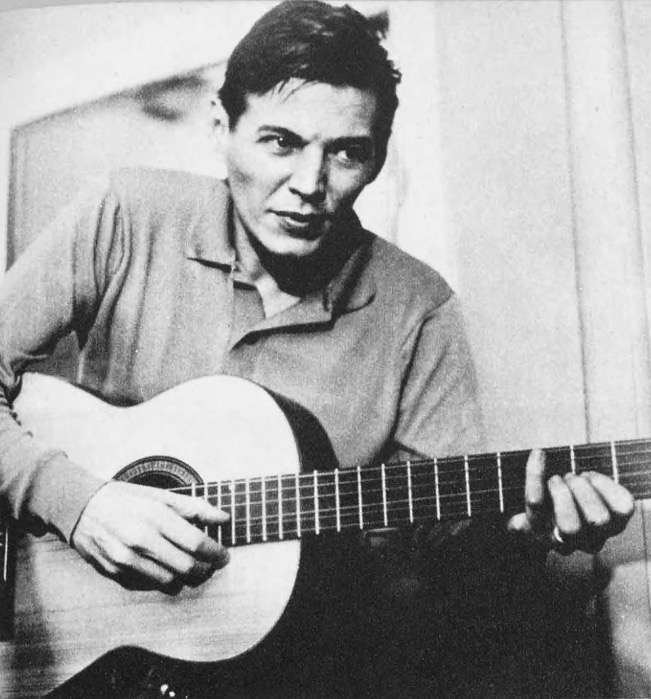
アントニオ・カルロス・ジョビン（1967年）

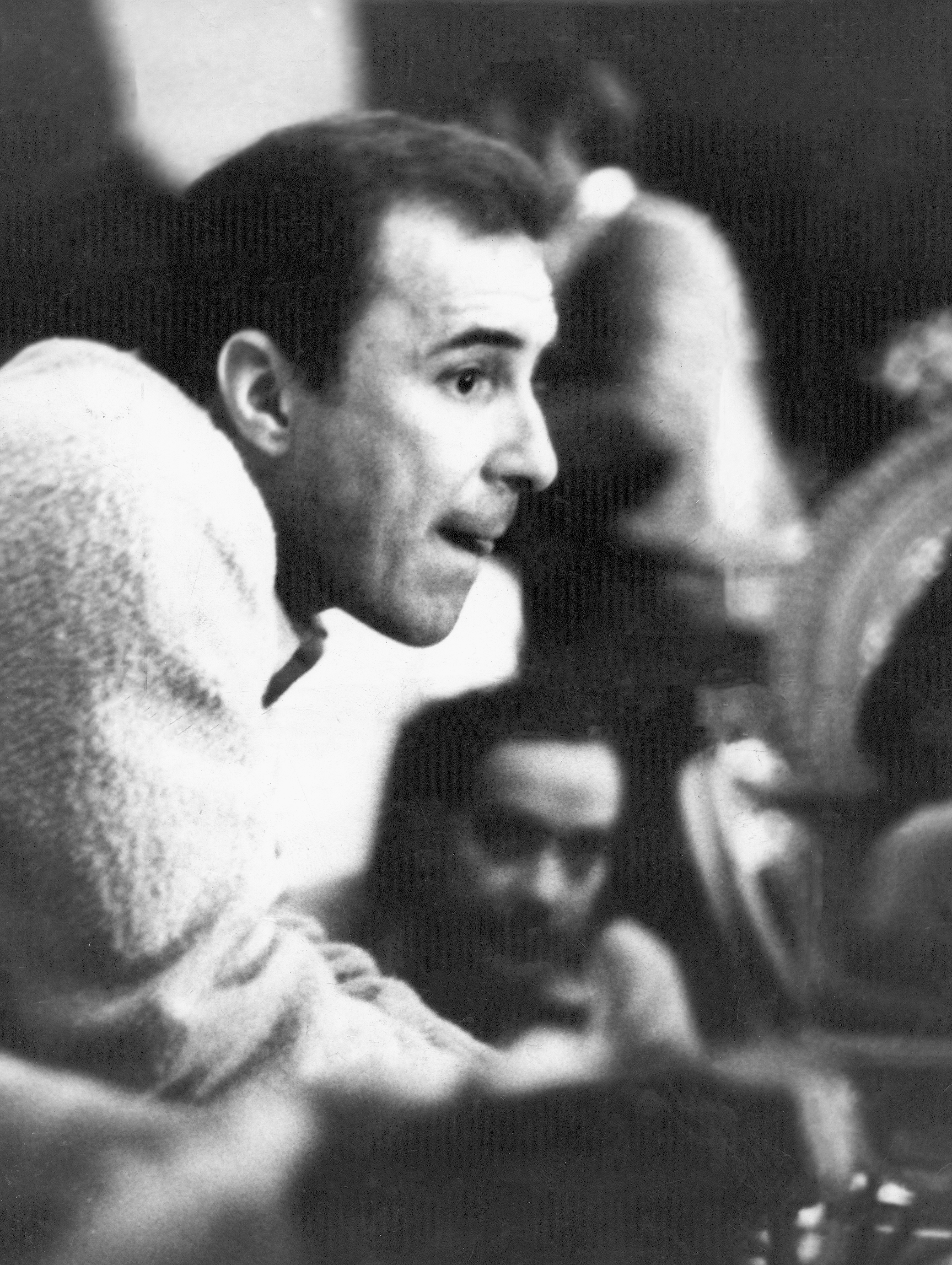
ジョアン・ジルベルト（1972年）

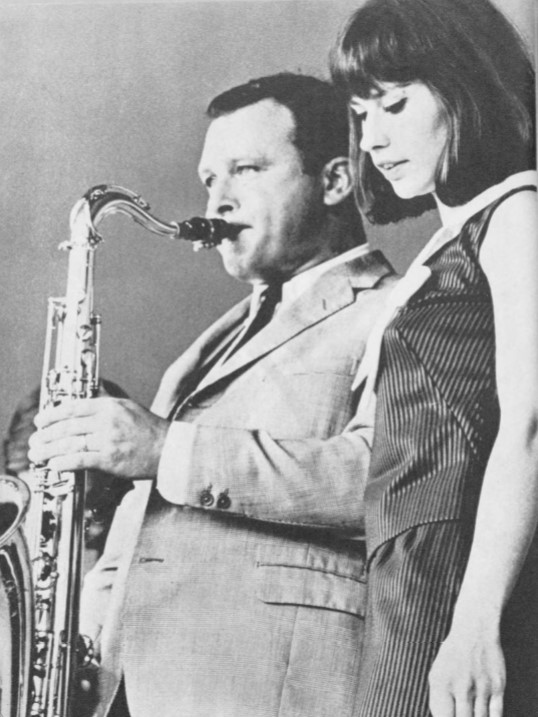
スタン・ゲッツとアストラッド・ジルベルト（1964年）

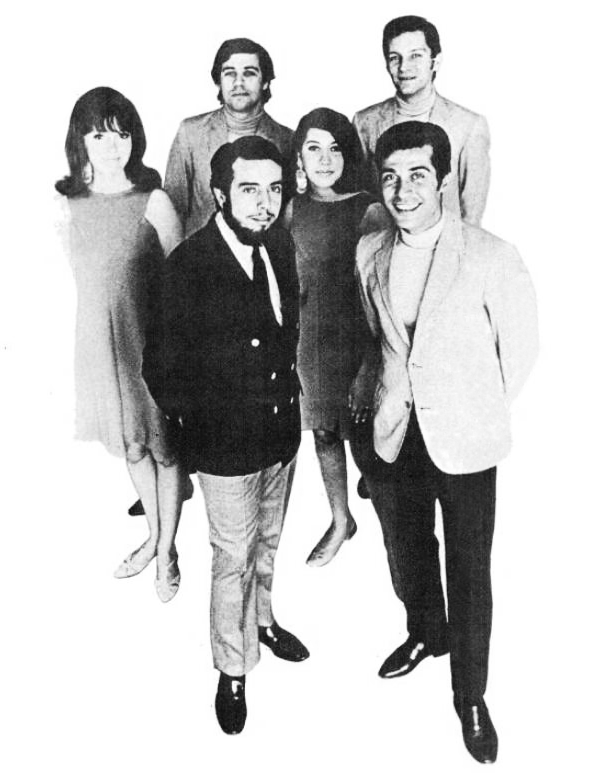
セルジオ・メンデス&ブラジル'66（1966年）

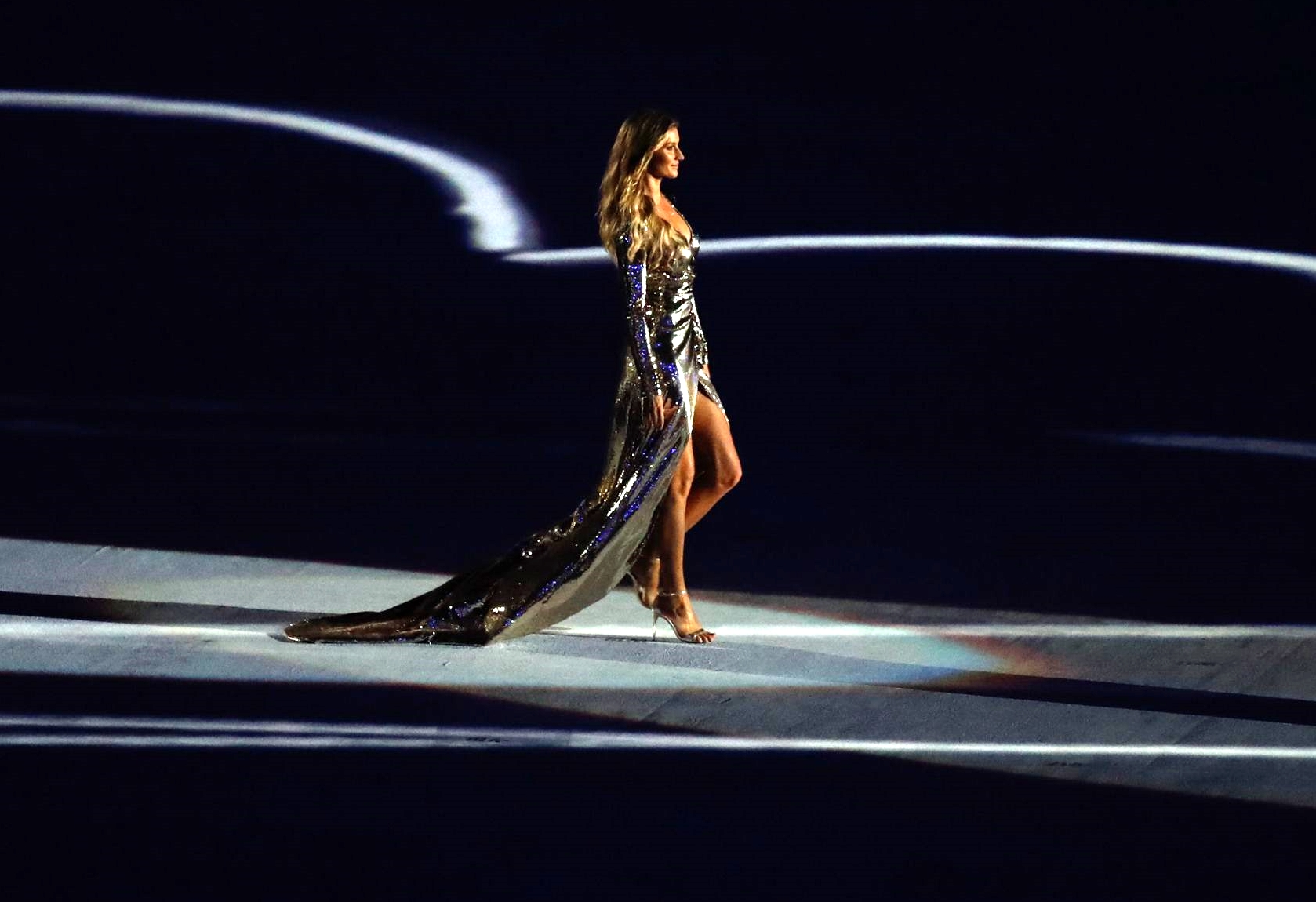
2016年リオオリンピックの開会式では、A.C.ジョビンの孫ダニエル・ジョビンが歌う「イパネマの娘」に合わせて、ブラジル出身スーパーモデルのジゼル・ブンチェンがキャットウォークを披露するという演出がなされ、ボサノヴァがブラジルを代表する音楽の一つであることを改めて国内外に示す象徴的な出来事となった。

1950年代中期、リオデジャネイロに在住していた白人の若手ミュージシャンたちによって創始された。ボサノヴァ誕生の中心となった人物として、作編曲家のアントニオ・カルロス・ジョビン（トム・ジョビン）、歌手でギタリストでもあったジョアン・ジルベルト、ブラジル政府の外交官にしてジャーナリストも兼ねた異色の詩人ヴィニシウス・ヂ・モライスらが挙げられる。
ボサノヴァの誕生には、ナラ・レオンの裕福な実家の部屋に集まっていたホベルト・メネスカル、カルロス・リラ、ホナルド・ボスコリといった「若手音楽研究グループ」に、すでに名を成していたジョビンやジョアン･ジルベルトといった少し上の世代のプロ･ミュージシャンが注目し、交流を始めたのがきっかけとされる。彼らはその多くが、貧富の格差が激しく識字率が60%にも満たなかった当時のブラジルにおいて、裕福な中産階級に属する白人であった。
彼らはフランス印象派音楽や当時アメリカで一世を風靡していたジャズ（なかでもウエストコースト・ジャズ）に触発され、ブラジルの伝統音楽ショーロやサンバに都会的洗練をもたらすような美的再定義を追求していた。また、ジョアンが幾日もバスルームに閉じこもってギターを鳴らす試行錯誤の末、それまでにないスタイルのギター奏法を編み出すことに成功したという逸話が残っているが、その際、変奏的なジャズや抑制された曲調のサンバであるサンバ・カンサゥン（1950年前後に発展した）、バイーア州周辺で発展した「バチーダ」というギター奏法の影響は無視できない。彼を中心とするミュージシャンらの間で、1952年から1957年頃、ボサノヴァの原型が形作られ、発展したものと見られている。
1953年、ジョビン作曲、モライス作詞による作品でジョニー・アルフが歌った「Rapaz de Bem」（邦題：心優しい青年）が発表される。これはジャズに影響された作風を持っているのが特徴であったが、新しいブラジル音楽「ボサノヴァ」の誕生を示唆した。
1958年、ジョビン作曲、モライス作詞の「Chega de Saudade」（邦題：想いあふれて）が、当時すでに人気歌手であったエリゼッチ・カルドーゾによってレコーディングされる。その際ジョアン・ジルベルトがバックのギターを演奏するが、エリゼッチの歌い方はジョビンやジルベルトが目指す音楽とはかけ離れたものであった。そこで同年、ジョビンがレコード会社を説得してジョアン・ジルベルトが歌う同曲が録音、発売された。ジョビンによる高度なハーモニーに裏付けられた新しい感覚のサンバと、モライスによる詩的で知的な歌詞、ギターによるサンバ・リズムの演奏と微妙に間合いをずらしながら囁きかけるように歌うジョアンの表現は、画期的な音楽として受け止められ、ボサノヴァ・ブームの幕開けとなる。
1959年にセカンド・シングル「Desafinado」（デサフィナード）が発表されると、その歌詞の中に「これがボサノヴァ」という一節が織り込まれ、この曲を録音したジョアンのファーストアルバムのライナーノーツで「ジョアン・ジルベルトはバイアーノ（バイーア生まれ）、27歳の”bossa-nova”」と紹介された。これらは「ボサノヴァ」という言葉が初めて使われた例で、前者では音楽を表現する上での姿勢を、後者では人物を表す言葉として使われており、このように当初ボサノヴァとは、音楽の形式やリズムを表す言葉ではなかったようである。同じ年、リオの大学のキャンパスで初の「ボサノヴァ」と冠された音楽フェスティバルが開催され、ボサノヴァはリオの若者文化の代名詞となるまでになっていった。一方で、当時はリオやサンパウロに住むヨーロッパ系移民など一部の知的なファン層にしかその存在は知られておらず、国内の大衆に波及するまでには至らなかった。
その反面海外への浸透は早く、同年の1959年には、1957年にジョビンとモライスが古代ギリシャのオルペウスの神話を題材にして企画した劇を元にしたブラジル・フランス・イタリア合作映画『黒いオルフェ』（マルセル・カミュ監督）に、ジョビンとルイス・ボンファの作曲による「カーニバルの朝」をはじめとする多くのボサノヴァが劇中曲として使われ、世界にその存在を知らしめた。なお、この映画により、サンバ歌手で女優のカルメン・ミランダが定着させた「果物ハットをかぶって歌って踊るトロピカルなブラジル」というハリウッド的な先入観も塗り替えられた。
1962年には、ズート・シムズ、スタン・ゲッツ、クインシー・ジョーンズ、バド・シャンク、ポール・ウィンター、ラムゼイ・ルイス、ハービー・マンといった、アメリカのジャズ奏者によって、ボサノヴァとジャズを融合させた「ジャズ・ボッサ」のアルバムが立て続けに発表され、北米でのボサノヴァブームの始まりを予感させた。同年11月21日には、カーネギー・ホールでボサノヴァのコンサートが行われ、ジョアン・ジルベルト、カルロス・リラ、セルジオ・メンデス等が出演、現地でリーダー作を録音する足がかりとなった。なおこのコンサートの聴衆の中には、マイルス・デイヴィスやディジー・ガレスピーもいた。
1963年には、ジョアン・ジルベルトがアメリカのジャズ・サックス奏者スタン・ゲッツと共演したボサノヴァ・アルバム『ゲッツ/ジルベルト』が制作され、アメリカで大ヒット。特にこの中でジョアンの当時の妻アストラッド・ジルベルトが英語詞で歌った「イパネマの娘」は爆発的な売り上げを記録し、アメリカの大衆に「ボサノヴァ」を浸透させた。一方で、ゲッツのジャズ・アドリブパートが大きくフィーチャーされた構成であることや、「イパネマの娘」のシングル盤ではジョアン・ジルベルトのポルトガル語歌唱の部分がカットされてしまったこともあり、アメリカの大衆は「ボサノヴァはジャズの一種でゲッツが創りあげた」「ボサノヴァを代表する歌手はアストラッド」という極端な誤解をしてしまったともいう。しかしアストラッド・ジルベルトは、その独特な歌唱スタイルから聴衆にアピールする力があり、アメリカでの音楽活動のなかで、ボサノヴァとジャズ・スタンダードの橋渡し的存在となった。
このようにして、戦後における都市文化の爛熟期にあったブラジルには、アメリカをはじめとする国外での人気も後押しして若いアーティストたちが続々と輩出され、創始者のジョビンやジョアン・ジルベルトらを離れて拡大し多様化したボサノヴァは、1960年代初頭から中頃にかけて、戦後の平和と経済成長による「ゆとり」を持った「時代の空気感」にマッチし隆盛を迎えた。現在でも広く聴かれ歌われているボサノヴァの#著名な曲の多くは、この時代にジョビンを中心に生み出されている。
しかし1964年、ブラジルでクーデターが発生すると、国内での様相は一変した。カステロ・ブランコによるブラジルの軍事独裁政権樹立と、それに伴う強圧的な体制は、「リオの有閑階級のサロン音楽」的な傾向のあったボサノヴァを退潮させる要因となった。セルジオ・メンデスやカエターノ・ヴェローゾなど決して少なくないボサノヴァ音楽家たちが、国外へ半亡命的な形で去り、アメリカやフランス等のミュージックシーンに足跡を残した。さらに愛や自然を歌う抽象的・享楽的な傾向のあったボサノヴァの歌詞も、体制批判など政治的な内容を含んだものに変化したものがバイーア州民のなかから現れはじめ、トロピカリア・ムーブメントと呼ばれた。これらはボサノヴァのカテゴリーから外してとらえる批評家も多い。軍事政権は1964年から1985年まで、その後長期間に渡ってブラジルを支配した。
加えて1960年代半ば、世界的に音楽界を席巻していたのはビートルズをはじめとするロック・ミュージックであった。ブラジルの若者の間でも、ボサノヴァの都会的洗練や知的な雰囲気をヨーロッパ白人中心主義の象徴とみなし、そのアンチテーゼとしてロックは人気を集めはじめていた。1966年、セルジオ・メンデス&ブラジル'66が「マシュ・ケ・ナダ」のヒットを放った。ポルトガル語の曲がアメリカでヒットしたのは、きわめて稀な例であった（前述の「イパネマの娘」はポルトガル語歌唱部分のカットされたものがヒットしている）。「マシュ・ケ・ナダ」は1963年にジョルジ・ベンによって既に原曲が発表されており、ブラジル国内で小規模ながらヒットを放っていたが、この曲はボサノヴァというよりも、サンバにロックのアレンジを含んだサンバ・ホッキ（Samba Rock）であった。以降、ロック・ミュージックおよび電子楽器との融合が潮流となり、アコースティック楽器を使用する正統派のボサノヴァは、ブラジル音楽のムーブメントから徐々に外れていった。そして1960年代後半に、ボサノヴァやロックの影響を受けて「MPB」（Musica Popular Brasileira）と呼ばれる新ジャンルが生まれ、これがブラジル音楽の新たな主流となった。
1970年代以降は、フレンチ・ボッサ、ボサノヴァ歌謡（のちにシティ・ポップ）、AORなど、ボサノヴァの要素が取り入れられたポップスがしばしば小さなムーブメントとして取り上げられることになるが、正統派のボサノヴァの人気も根強くあり、多くのアーティストによって存続されている。また、ボサノヴァに取って代わる形で生まれたMPBにもボサノヴァ寄りの作品が多く含まれており、後世への影響という形で現在もブラジル音楽の根幹をなす大きな要素であり続けている。加えて1950年代から60年代に作られたボサノヴァの一部の#著名な曲は、スタンダードとして今もなお世界各国で聴かれ、歌唱・演奏の題材としても頻繁に取り上げられている。
21世紀現在、ボサノヴァは、主に白人や日本人の中流層以上の裕福な年配の人々を中心に好まれる一昔前の音楽とみなされたり、カフェやラウンジで流れているお洒落な曲というイメージがある。無論ブラジル本国においても、若い世代は欧米のロックやポップスを好み、あまりボサノヴァは聴かれていない。ホベルト・メネスカルによれば、ブラジルでボサノヴァを聴く人口は段々と減少しているため、国内でボサノヴァの生演奏を聴ける場所は、残念ながら今は非常に少ない、と2005年のインタビューで述べている。またカルロス・リラも同様に、「今、リオのどこに行ったらボサノバを聴くことができるかと誰かに聞かれたら、そんなところはどこにもないよと言うだろう。ブラジルよりも、日本やヨーロッパでのほうが人気があるのがボサノバの現状だ」と述べている。さらにリラは、「ボサノヴァは実際に外国人向け、エリート向けの音楽だと言われた事もありますが、そうであったとしても何が悪いんでしょう？ 実際、ボサノヴァには様々な影響が含まれているので、ある程度の文化的素養がないと十分に楽しむことはできない音楽だと思っています」とも述べている。

### 日本での人気
日本でのボサノヴァ人気は、ブラジル本国にも知られるところである。日本にボサノヴァが入ってきたのは、アメリカと同様に1960年代初期のことであり、ジャズ人気に伴う形で多くのファンを獲得した。さらにアメリカから帰国した渡辺貞夫による1967年の『ジャズ&ボッサ』の発表は、日本におけるボサノヴァ・ブームに火をつけた。またソニア・ローザ、ヴィウマ・ジ・オリヴェイラや、彼女らを招聘した人物の娘である小野リサといった、ブラジル出身アーティストの日本での活躍もその人気を後押しした。そしてこれとは別に、1990年頃からのカフェブームに関し、カフェ店内で流す音楽として、ジャズ等とともにボサノヴァが多く取り上げられた。このため日本国内でボサ・ノヴァの古い音源がCDでリイシュー（再発売）されることが多く、ブラジルでも日本や欧州のマーケットを意識してCDをリリースして輸出することもあり、ブラジル国内よりも日本の方が音源を入手しやすいという状況にある。
ブラジル音楽評論家の大島守は、「ボサノーヴァはリオで生まれ、サンパウロで育ち、バイアで死んで、日本で生き返った」と、ボサノヴァの栄枯盛衰を端的に表現した。
ブラジルの初期のボサノヴァ・アーティストであるカルロス・リラは、日本でのボサノヴァ人気について、「日本で最もボサノヴァが愛されている理由というのは、人々の学歴にあるのではないかと思います。ブラジルでは貧富の差が激しいですが、日本はそういうことがなく、中流階級が多くて、一般的に学歴も高く、文化的な人が多いです。ボサノヴァというのは元々がそういった中流階級のリスナーのために作られた音楽なので、日本人の好みにピッタリなのではないでしょうか」と述べている。

## 音楽的特徴
「サンバの華やかなリズムに、それと相対するようなソフトな歌声」「黒人らによる土着的な民族音楽と、白人らによる外来的な西洋音楽」「牧歌的な音色を奏でるクラシックギターと、ジャズに影響された都会的な音色を奏でるピアノやサックス」など、その音楽的な二面性が大きな特色である。
ボサノヴァ誕生の地であるリオデジャネイロの「海と山に囲まれた自然豊かな都会」という地理的特性からも醸し出される、そのラテン的なくつろいだイメージと都会的洗練が混在した独特の雰囲気は、夏のリゾート地やカフェ、ラウンジなどを連想させた。
なお、ボサノヴァをはじめ、ブラジルのポピュラー音楽であるサンバ、ショーロ、MPB、トロピカリア、ノルデスチなどは、それぞれ厳密なジャンル分けが存在するわけではなく、特徴的に重なる部分が多いことには留意である（後年になってジャンルレスになっていった面も大きい）。

### 演奏
ギター

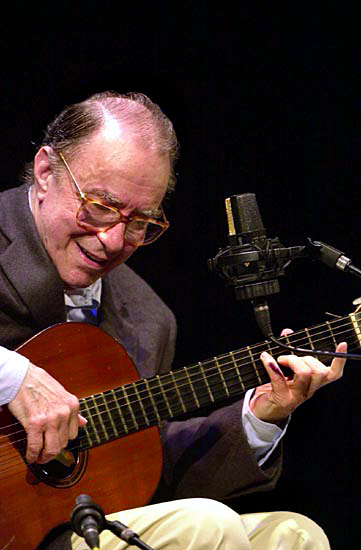
ギターの弾き語りをするジョアン・ジルベルト

ボサノヴァにおける重要な楽器として、ナイロン弦のクラシック・ギター（ブラジルではヴィオラゥン Violão と呼ぶ）がある。ギターはピックを使わず、指で奏でる。そのもっとも基本的なフォームは、ジョアン・ジルベルトが示したような、ギターとボーカルだけの演奏においてよく見ることができる。グループ演奏でのジャズ的なアレンジメント（編曲）においても、ギターが潜在的にビートを鳴らすのが特徴的である。ただしギターを用いず、後述するドラム・ビートだけでそのリズムを表現することもある。ジョアンに代表されるように、ボサノヴァにおけるヴィオラゥンの基本的なリズムは、親指がサンバの基本的な楽器であるスルドのテンポを一定に刻み、他の指はタンボリンのシンコペーションのリズムを刻む。このボサノヴァ独特のギター奏法は、叩き合わせる、またミックスするという意味を持つ「バチーダ」と呼ばれる。
ピアノ

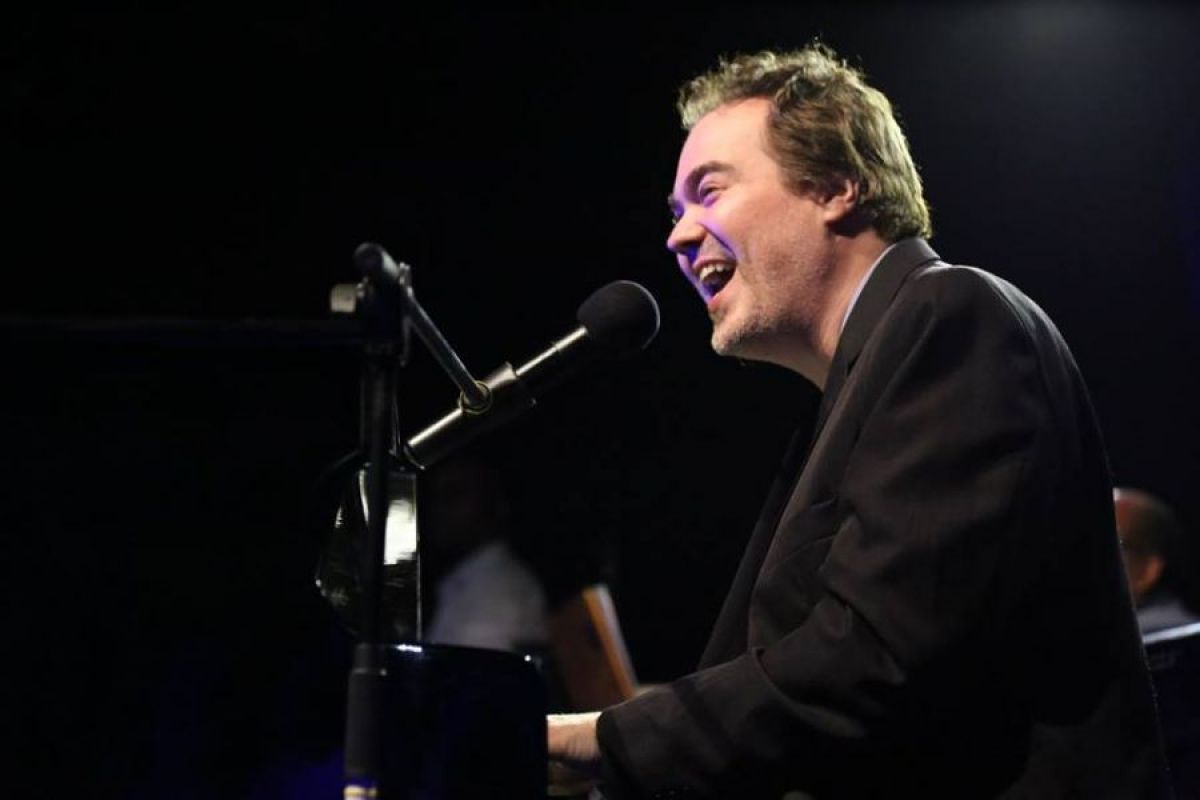
ピアノの弾き語りをするA.C.ジョビンの孫、ダニエル・ジョビン

ギターほどではないが、ピアノもボサノヴァにとって重要な楽器である。ジョビンはピアノのための曲をよく書き、彼のレコードにおいて彼自身がピアノを弾いてレコーディングした。このピアノはまた、ジャズとボサノヴァをつなぐ架け橋としても用いられ、ピアノのおかげで、この2つのジャンルが相互に影響を及ぼす結果となったと言える。演奏には、ジョビンの影響から、印象主義的な和音が好まれ、優美な印象を与えた。
打楽器
ボサノヴァのドラム・パターン例
ドラムとパーカッションは、ボサノヴァにおいて本質的な要素の楽器ではない（そして事実として、なるべくパーカッションをそぎ落とそうと考えていた制作者もいた）が、ボサノヴァには独特のドラム・パターンおよびスタイル（バックビート）が確立した。これは8分音符のハイハットの連打と、リム・ショットによって特徴づけられている。これはサンバのタンボリンのリズムであり、リムはテレコ・テコを代用した音である。
その他の楽器

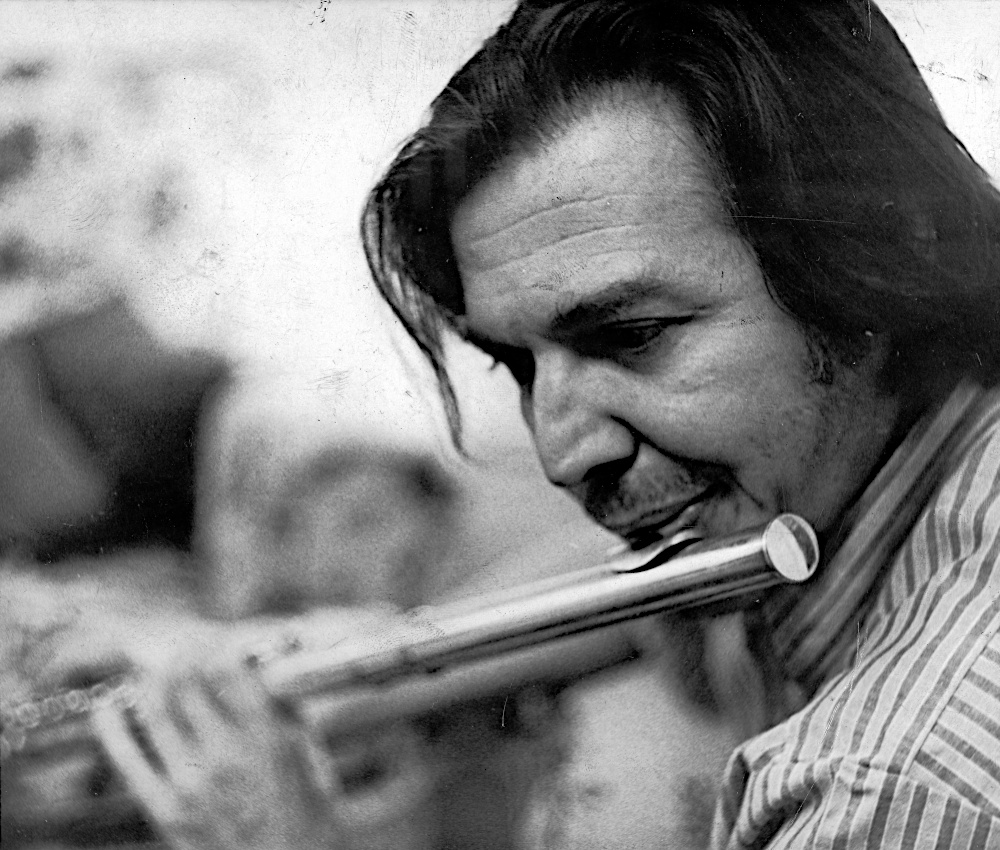
フルートを吹くA.C.ジョビン

フルートはショーロから引き継がれ、伴奏やソロなどで幅広く使用されている。ベースは、ソロパートが設けられることが少ないため認知されにくいが、基本的に多くの場合で編成に参加している。またサックスやトランペット、ハーモニカなどは、ジャズから導入されており、奏者もボサノヴァやブラジル音楽専門ではなく、ジャズ畑の者が多い。近年ではチェロも使用される例が見られる。電子楽器も少なからず使用されているが、MPBとジャンル的に重なる部分がある。
ストリングス
「ボサノヴァにはオーケストラ（ストリングス）の伴奏が用いられる」というのが、"エレベータ・ミュージック"や"ラウンジ・ミュージック"などといった、北アメリカ的なボサノヴァのイメージである。しかし、ジョビンの録音でそういったオーケストラ・サウンドを耳にすることはあっても、それ以外の多くのボサノヴァではあまり聴かれない。ジョビンによる録音の知名度の高さから、このような誤解が生まれたと考えられる。なおジョビン自身は、ボサノヴァの可能性を広げるために、編曲の一手法として、オーケストラを導入していた。
ヴォーカル
声を張らない囁くような歌声が、一般的に多く見られる特徴であり、サウダージの表現として捉えられる。この歌唱法は一説に、ジョアン・ジルベルトが、ジャズミュージシャンのチェット・ベイカーの歌声から着想を得て、生み出したとも言われている。また、ビング・クロスビーやフランク・シナトラに代表される「クルーナー唱法」の影響も指摘されている。ジャズと同様にスキャットも多用される。またソロのほか、コーラスも一般的である。歌詞は、ヴィニシウス・ヂ・モライスに代表されるように、詩的・情緒的な表現や言葉遊びが多く、知的な印象を与えた。ポルトガル語のエキゾチックな響きも他国の人々を魅了した。また歌詞に2番、3番があることは少なく、アドリブや編曲を除くと1分以内で歌い終わるほど短い歌詞も少なくない。

## 著名な曲
国際的に有名な楽曲のみ少数列挙する。これらはボサノヴァにおける定番として、数多くのアーティストに演奏されている。
- 想いあふれて（Chega de Saudade / No More Blues）
- イパネマの娘（Garota de Ipanema / The Girl from Ipanema）
- カーニバルの朝 / オルフェの歌（Manhã de Carnaval / Morning of the Carnival）
- おいしい水（Água de beber / Water to Drink）
- ワン・ノート・サンバ（Samba de Uma Nota Só / One Note Samba）
- ジャズ・サンバ（Só Danço Samba / Jazz Samba）
- お馬鹿さん（Insensatez / How Insensitive）
- デサフィナード（Desafinado / Off Key）
- ア・フェリシダーヂ（A Felicidade）
- コルコヴァード（Corcovado / Quiet Nights of Quiet Stars）
- 三月の水 / 三月の雨（Águas de Março / Waters of March）
- 波 / ウェーブ（Vou Te Contar / Wave)
- ジェット機のサンバ（Samba do Avião / Song of the Jet）
- サマー・サンバ（Samba de Verão / Summer Samba）
- 彼女はカリオカ（Ela é Carioca / She’s a Carioca）
- ファヴェーラ（O Morro Não Tem Vez / Favela）
- ジンジ（Dindi）
- 夢見る人（Vivo Sonhando / Dreamer）
- ボニータ（Bonita）
- あなたのせいで[注 6]（Por Causa de Você / Don't Ever Go Away）
- トリスチ（Triste）
- フォトグラフィア（Fotografia / Photograph）
- 無意味な風景（Inútil Paisagem / Useless Landscape）
- 小舟（O Barquinho / Little Boat）

### ボサノヴァ・アレンジの曲
別ジャンルの楽曲として有名なもののなかで、ボサノヴァが取り入れられているものを列挙する。
- ブラジルの水彩画（Aquarela do Brasil / Brazil）- ブラジルの歌曲[注 7]
- エスターテ（Estate）- イタリアの歌曲
- ブルー・ボッサ（Blue Bossa）- ジャズ・スタンダード
- リカード・ボサノヴァ（Recado）- ジャズ・スタンダード
- フライ・ミー・トゥー・ザ・ムーン（Fly Me to the Moon）- ジャズ・ポップス
- 男と女（Un homme et une femme）- フランスの同名映画主題歌
- 恋の面影（The Look of Love）- イギリスの映画『007/カジノ・ロワイヤル』主題歌
- どうぞこのまま - 丸山圭子のシングル
- 思い出は美しすぎて - 八神純子のシングル
- マイ・ピュア・レディ - 尾崎亜美のシングル
- 恋人も濡れる街角 - 中村雅俊のシングル
- ミスティ・トワイライト - 麻倉未稀のシングル
- あの日にかえりたい - 荒井由実のシングル
- ロング・バージョン - 稲垣潤一のシングル

## ミュージシャン・歌手

### ブラジル
- アストラッド・ジルベルト
- アナ・カラン
- アントニオ・カルロス・ジョビン
- イリアーヌ・イリアス
- ヴィニシウス・ヂ・モライス
- エドゥ・ロボ
- エリアナ・ピットマン（英語版）
- オスカー・カストロネベス（英語版）
- オデッチ・ララ（ポルトガル語版）
- エリゼッチ・カルドーゾ
- カルロス・リラ
- クアルテート・エン・シー
- グラシーニャ・レポラーセ
- ジョアン・ジルベルト
- ジョアン・ドナート
- シルヴィア・テリス（英語版）
- ジンボ・トリオ（英語版）
- セルジオ・メンデス
- セルソ・フォンセカ（英語版）
- ソニア・ローザ
- タンバ・トリオ（ポルトガル語版）
- トッキーニョ
- ドリ・カイミ（ポルトガル語版）
- ナラ・レオン
- ニュウトン・メンドンサ
- バーデン・パウエル
- ペリー・ヒベイロ
- ホベルト・メネスカル
- ホナウド・ボスコリ（英語版）
- ボグダン
- ボサ・トレス（ポルトガル語版）
- ボサ・リオ（BOSSA RIO）
- マリア・ルイーザ
- マルコス・ヴァーリ
- ミルトン・バナナ・トリオ（ポルトガル語版）
- ルイス・ボンファ（英語版）
- ワルター・ワンダレイ
- ワンダ・サー

### ブラジル以外（ジャズ奏者含む）
- イーディ・ゴーメ
- イザベル・アンテナ
- 大橋純子
- 小野リサ
- クインシー・ジョーンズ
- ケニー・ドーハム
- 小泉ニロ
- ジャニス・イアン
- スタン・ゲッツ
- ズート・シムズ
- ソウル・ボッサ・トリオ
- ソット ボッセ
- チャーリー・バード（英語版）
- トゥーツ・シールマンス
- Naomi & goro
- 中村善郎
- ハービー・マン
- 長谷川きよし
- バド・シャンク
- ピエール・バルー
- ベベウ・ジルベルト
- ポール・ウインター
- マイケル・フランクス
- メリッサ・クニヨシ
- 渡辺貞夫

### 関連ジャンル：MPB
- イヴァン・リンス
- エリス・レジーナ
- オス・カリオカス（英語版）
- カエターノ・ヴェローゾ
- ガル・コスタ
- シコ・ブアルキ
- ジャヴァン
- ジョルジ・ベン （ジョルジ・ベンジョール）
- ジルベルト・ジル
- ミルトン・ナシメント